# Tipula (Schummelia) crastina
Tipula (Schummelia) crastina is een tweevleugelige uit de familie langpootmuggen (Tipulidae). De soort komt voor in het Oriëntaals gebied.